# 오키시오촌
오키시오촌(置塩村)은 효고현 시키사이군·시카마군에 존재했던 촌이다.
지금의 오키시오 중학교 구역에 해당하는 옛 유메마에정의 남동부에 위치해 있었다. 